# Dustin Byfuglien
Pour les articles homonymes, voir Byfuglien.
Dustin Byfuglien (né le 27 mars 1985 à Roseau dans le Minnesota aux États-Unis) est un joueur professionnel américain de hockey sur glace.

## Carrière

### Carrière de joueur

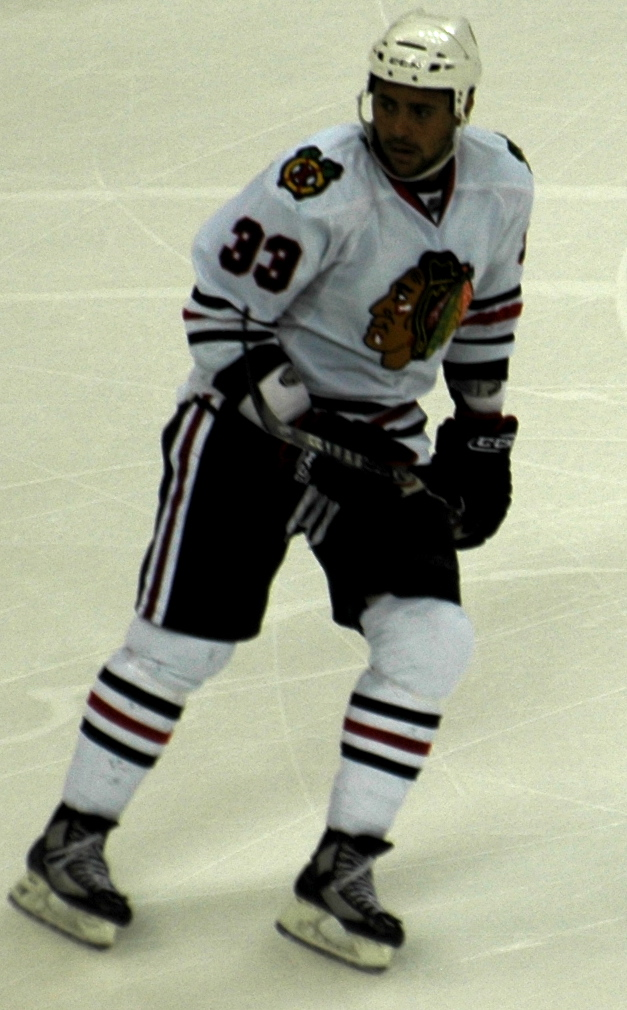
Dustin Byfuglien

Il commence sa carrière dans la Mid-Atlantic Hockey League, ligue amateur américaine en 2001. Il joue alors avec la Mission de Chicago. Avant la fin de l'année, il rejoint pour trois matchs les Wheat Kings de Brandon de la ligue junior Ligue de hockey de l'Ouest. Au cours de la saison 2002-2003, il quitte les Wheat Kings pour rejoindre les Cougars de Prince George avec qui il accède pour la première fois de sa carrière aux séries éliminatoires de la LHOu, l'équipe perd tout de même au premier tour.

#### Blackhawks de Chicago (2005-2010)
Au cours de l'été suivant, il participe au repêchage d'entrée dans la Ligue nationale de hockey et il est choisi lors de la huitième ronde (245e joueur choisi) par les Blackhawks de Chicago. Le Il continue tout de même encore deux saisons dans la WHL avant de jouer la majorité de la saison 2005-2006 dans la Ligue américaine de hockey avec les Admirals de Norfolk, franchise associée aux Blackhawks. Le 1er mars 2006, lors de son premier match en carrière, il marque son premier but dans la LNH dans une victoire 3-0 contre les Predators de Nashville.
Au cours de la saison suivante, il joue encore dans la LAH et après avoir commencé la saison 2007-08 avec les IceHogs de Rockford de la LAH, il est appelé le 3 novembre pour jouer dans la LNH. Le 30 novembre 2007, il marque son premier tour du chapeau en carrière dans une victoire de 6-1 contre les Coyotes de Phoenix,. 

#### Thrashers d'Atlanta / Jets de Winnipeg (2010-2019)
Le 23 juin 2010, il fut échangé au Thrashers d'Atlanta avec Brent Sopel, Ben Eager et Akim Aliu. En retour, les Blackhawks de Chicago obtiennent les services de Marty Reasoner, Jeremy Morin et le 24e choix au premier tour du repêchage de 2010 à Los Angeles. Ils obtiennent également le 54e choix au deuxième tour de ce même repêchage.
Le 15 février 2011, il signe une extension de contrat de 5 ans et 26 000 000 de $ avec les Thrashers d'Atlanta.
Le 2 avril 2015, il est suspendu pendant quatre matchs pour avoir fait un cross-check à la tête de l'attaquant des Rangers de New York, J. T. Miller.
Le 27 octobre 2018, Byfuglien marque son 500e point dans la LNH lors d'une victoire 2-1 contre les Red Wings de Détroit, devenant ainsi le 14e joueur de l'histoire repêché en huitième ronde ou plus tard à atteindre les 500 points.
Le 17 avril 2020, il voit son contrat être racheté par les Jets. Il devient alors joueur autonome sans compensation.

## Statistiques

### En club
| Saison     | Équipe                   | Ligue      |     | Saison régulière | Saison régulière | Saison régulière | Saison régulière | Saison régulière |    | Séries éliminatoires | Séries éliminatoires | Séries éliminatoires | Séries éliminatoires | Séries éliminatoires |
| Saison     | Équipe                   | Ligue      | PJ  | B                | A                | Pts              | Pun              | PJ               | B  | A                    | Pts                  | Pun                  |                      |                      |
| 2001-2002  | Mission de Chicago       | MLAH       | 52  | 32               | 30               | 62               | 40               | -                | -  | -                    | -                    | -                    |                      |                      |
| 2001-2002  | Wheat Kings de Brandon   | LHOu       | 3   | 0                | 0                | 0                | 0                | -                | -  | -                    | -                    | -                    |                      |                      |
| 2002-2003  | Wheat Kings de Brandon   | LHOu       | 8   | 1                | 1                | 2                | 4                | -                | -  | -                    | -                    | -                    |                      |                      |
| 2002-2003  | Cougars de Prince George | LHOu       | 48  | 9                | 28               | 37               | 74               | 5                | 1  | 3                    | 4                    | 12                   |                      |                      |
| 2003-2004  | Cougars de Prince George | LHOu       | 66  | 16               | 29               | 45               | 137              | -                | -  | -                    | -                    | -                    |                      |                      |
| 2004-2005  | Cougars de Prince George | LHOu       | 64  | 22               | 36               | 58               | 184              | -                | -  | -                    | -                    | -                    |                      |                      |
| 2005-2006  | Admirals de Norfolk      | LAH        | 53  | 8                | 15               | 23               | 75               | 4                | 1  | 2                    | 3                    | 4                    |                      |                      |
| 2005-2006  | Blackhawks de Chicago    | LNH        | 25  | 3                | 2                | 5                | 24               | -                | -  | -                    | -                    | -                    |                      |                      |
| 2006-2007  | Admirals de Norfolk      | LAH        | 63  | 16               | 28               | 44               | 146              | 6                | 0  | 2                    | 2                    | 18                   |                      |                      |
| 2006-2007  | Blackhawks de Chicago    | LNH        | 9   | 1                | 2                | 3                | 10               | -                | -  | -                    | -                    | -                    |                      |                      |
| 2007-2008  | IceHogs de Rockford      | LAH        | 8   | 2                | 5                | 7                | 25               | -                | -  | -                    | -                    | -                    |                      |                      |
| 2007-2008  | Blackhawks de Chicago    | LNH        | 67  | 19               | 17               | 36               | 59               | -                | -  | -                    | -                    | -                    |                      |                      |
| 2008-2009  | Blackhawks de Chicago    | LNH        | 77  | 15               | 16               | 31               | 81               | 17               | 3  | 6                    | 9                    | 26                   |                      |                      |
| 2009-2010  | Blackhawks de Chicago    | LNH        | 82  | 17               | 17               | 34               | 94               | 22               | 11 | 5                    | 16                   | 20                   |                      |                      |
| 2010-2011  | Thrashers d'Atlanta      | LNH        | 81  | 20               | 33               | 53               | 93               | -                | -  | -                    | -                    | -                    |                      |                      |
| 2011-2012  | Jets de Winnipeg         | LNH        | 66  | 12               | 41               | 53               | 72               | -                | -  | -                    | -                    | -                    |                      |                      |
| 2012-2013  | Jets de Winnipeg         | LNH        | 43  | 8                | 20               | 28               | 34               | -                | -  | -                    | -                    | -                    |                      |                      |
| 2013-2014  | Jets de Winnipeg         | LNH        | 78  | 20               | 36               | 56               | 86               | -                | -  | -                    | -                    | -                    |                      |                      |
| 2014-2015  | Jets de Winnipeg         | LNH        | 69  | 18               | 27               | 45               | 124              | 4                | 0  | 1                    | 1                    | 4                    |                      |                      |
| 2015-2016  | Jets de Winnipeg         | LNH        | 81  | 19               | 34               | 53               | 119              | -                | -  | -                    | -                    | -                    |                      |                      |
| 2016-2017  | Jets de Winnipeg         | LNH        | 80  | 13               | 39               | 52               | 117              | -                | -  | -                    | -                    | -                    |                      |                      |
| 2017-2018  | Jets de Winnipeg         | LNH        | 69  | 8                | 37               | 45               | 112              | 17               | 5  | 11                   | 16                   | 20                   |                      |                      |
| 2018-2019  | Jets de Winnipeg         | LNH        | 42  | 4                | 27               | 31               | 69               | 6                | 2  | 6                    | 8                    | 4                    |                      |                      |
| Totaux LNH | Totaux LNH               | Totaux LNH | 869 | 177              | 348              | 525              | 1 094            | 66               | 21 | 29                   | 50                   | 74                   |                      |                      |

### En équipe nationale
| Année | Équipe     | Évènement      |   | PJ | B | A | Pts | Pun      |  | Résultat |
| 2016  | États-Unis | Coupe du monde | 2 | 0  | 1 | 1 | 2   | 7e place |  |          |

## Parenté dans le sport
- Son cousin Derrick Byfuglien est également joueur professionnel. Il est le gendre du joueur de hockey professionnel, Dale Smedsmo.